# Montsagre de Paüls
El Montsagre de Paüls és una serra situada al municipi de Paüls a la comarca del Baix Ebre, amb una elevació màxima de 1.045 metres.